# The Shinee World
The Shinee World (estilizado como The SHINee WORLD) es el primer álbum de estudio de la boy band surcoreana Shinee. Fue publicado el 28 de agosto de 2008 en Corea del Sur bajo la discográfica S.M. Entertainment. Contiene 12 canciones, incluyendo los sencillos «Love Like Oxygen» y «The Shinee World (Doo-Bop)», así como el primer sencillo del grupo, titulado «Replay», el cual había sido incluido previamente en su primer extended play, Replay. El 29 de octubre de 2008 fue lanzada una reedición del álbum bajo el título Amigo, incluyendo tres canciones adicionales, entre estas el sencillo homónimo.
Con «Love Like Oxygen», la agrupación ganó el primer lugar en M! Countdown el 18 de septiembre de 2008, siendo este el primer reconocimiento que obtuvieron en un programa musical surcoreano desde su formación. El sencillo se posicionó en la cima de numerosas listas surcoreanas de música en línea y recibió críticas positivas.

## Antecedentes y lanzamiento
Shinee presentó el sencillo principal «Love Like Oxygen» por primera vez el 15 de agosto de 2008, en el concierto SM Town Live'08 en el Estadio Olímpico de Seúl.
El álbum registró alrededor de 50,000 copias vendidas antes del día de lanzamiento. El sencillo «Love Like Oxygen» fue prelanzado para su descarga digital el 22 de agosto, a través de sitios de música como Soribada, Bento o Melon. El grupo inició las promociones oficiales para «Love Like Oxygen» el 18 de agosto, presentándose en el programa musical Mnet M! Countdown. El grupo después se presentó en programas como Inkigayo el 21 de agosto y KBS Music Bank el 29 de agosto.
El álbum fue relanzado bajo el nombre de Amigo el 29 de octubre de 2008, incluyendo tres nuevas pistas, entre estas el sencillo homónimo «Amigo», haciendo un total de quince canciones. «Amigo» fue presentada por primera vez 26 de octubre, tres días previo al relanzamiento, en el programa musical SBS Inkigayo.

## Composición
«Love Like Oxygen» es cantada originalmente en su versión en inglés por el danés ganador de X Factor, Martin Hoberg Hedegaard, bajo el título «Show the World». La canción fue compuesta por Thomas Troelsen, Remee y Lucas Secon. La letra fue escrita por el líricista Kim Young-hum, quien previamente había escrito el primer sencillo de la agrupación.
El sencillo «Amigo» —estilizado como «A.Mi.Go»— es una abreviación de la frase coreana «아름다운 미녀를 좋아하면 고생한다», cuyo significado se traduce al español como «Si te gusta la belleza, vas a sufrir».

## Recepción

### Comercial
El álbum fue comercialmente exitoso en Corea del Sur, vendiendo 49,864 copias en el primer mes de lanzamiento, posicionándose así en la décima posición de ventas en el mes de septiembre. Además, el álbum ocupó el segundo lugar en la lista de popularidad de Soribada y el sexto en Lunch Boxes.
Desde su lanzamiento hasta junio de 2015, The Shinee World junto con la reedición Amigo han vendido más de 80,000 copias.

## Lista de canciones
Créditos adaptados de Melon.
| The Shinee World |                                                  |                                       |                                                                                     |                                 |          |  |
| N.º              | Título                                           | Letras                                | Música                                                                              | Arreglo                         | Duración |  |
| 1.               | «The Shinee World (Doo-Bop)»                     | Yoo Young-jin                         | Yoo Young-jin                                                                       | Yoo Young-jin                   | 3:55     |  |
| 2.               | «사랑의 길» (Love's Way)                         | Wheesung, Minho, JQ                   | Alex Cantrall                                                                       | Alex Cantrall                   | 3:29     |  |
| 3.               | «산소 같은 너» (Love Like Oxygen)                | Kim Young-hoo Kwon Yoon-jung Minho JQ | Lucas Secon, Thomas Troelsen, Mikkel Sigvardt                                       | Cho Yong-hun                    | 3:02     |  |
| 4.               | «너 아니면 안되는 걸» (Romantic)                 | Yoo Young-jin                         | Yoo Young-jin                                                                       | Yoo Young-jin                   | 4:55     |  |
| 5.               | «그녀가 헤어졌다» (One For Me)                   | Wheesung, Minho, JQ                   | Alex Cantrall                                                                       | Alex Cantrall                   | 3:25     |  |
| 6.               | «화장을 하고» (Graze)                            | Kim Jung-bae                          | Kenzie                                                                              | Kenzie                          | 3:37     |  |
| 7.               | «마지막 선물» (Last Gift (In My Room – Prelude)) | The Lighthouse                        | David Kater, Kim Tae-sung                                                           | Kim Tae-sung                    | 3:53     |  |
| 8.               | «내 곁에만 있어» (Best Place)                    | Hongseok Park Hae-hyung Minho JQ      | Hongseok                                                                            | Hongseok                        | 3:44     |  |
| 9.               | «혜야» (Y Si Fuera Ella (Jonghyun solo))         | Kenzie                                | Alejandro Sanz                                                                      | Kenzie                          | 5:15     |  |
| 10.              | «눈을 감아보면» (Four Seasons)                   | Jang Yun-jeong, Kim Tae-sung          | Martin Kember                                                                       | Martin Kember                   | 4:06     |  |
| 11.              | «In My Room» ((Unplugged remix))                 | Kim Young-hoo                         | David Kater, Kim Tae-sung                                                           | Kim Tae-sung                    | 4:25     |  |
| 12.              | «누난 너무 예뻐» (Replay)                        | Kim Young-hoo                         | Jack Kugell Jason Pennock Tchaka Diallo (The Heavyweights) RaVaughn James Burney II | The Heavyweights, Yoo Young-jin | 3:34     |  |
| 47:49            |                                                  |                                       |                                                                                     |                                 |          |  |

| Relanzamiento «Amigo» |                                                        |               |                                                           |               |          |  |
| N.º                   | Título                                                 | Letras        | Música                                                    | Arreglo       | Duración |  |
| 1.                    | «아.미.고» (Amigo)                                     | Yoo Young-jin | Jimmy Richard, Sean Alexander, Gabe Lopez, Michael Snyder | Yoo Young-jin | 2:58     |  |
| 2.                    | «Forever or Never»                                     | Im Seo-hyun   | Thomas Troelsen, Mikkel Sigvardt                          | Ahn Ik-soo    | 3:06     |  |
| 3.                    | «산소 같은 너» (Love Like Oxygen)                      |               |                                                           |               | 3:02     |  |
| 4.                    | «사.계.한» (Love Should Go On (plugged by DJ OneShot)) | Lee Yoon-jae  | Lee Yoon-jae                                              | DJ OneShot    | 3:20     |  |
| 5.                    | «누난 너무 예뻐» (Replay)                              |               |                                                           |               | 3:34     |  |
| 6.                    | «너 아니면 안되는 걸» (Romantic)                       |               |                                                           |               | 4:54     |  |
| 7.                    | «사랑의 길» (Love's Way)                               |               |                                                           |               | 3:29     |  |
| 8.                    | «그녀가 헤어졌다» (One For Me)                         |               |                                                           |               | 3:26     |  |
| 9.                    | «화장을 하고» (Graze)                                  |               |                                                           |               | 3:37     |  |
| 10.                   | «마지막 선물» (Last Gift (In My Room – Prelude))       |               |                                                           |               | 3:37     |  |
| 11.                   | «내 곁에만 있어» (Best Place)                          |               |                                                           |               | 3:44     |  |
| 12.                   | «혜야» (Y Si Fuera Ella)                               |               |                                                           |               | 5:14     |  |
| 13.                   | «눈을 감아보면» (Four Seasons)                         |               |                                                           |               | 4:27     |  |
| 14.                   | «In My Room (unplugged remix)»                         |               |                                                           |               | 4:25     |  |
| 15.                   | «The Shinee World (Doo-Bop)»                           |               |                                                           |               | 3:54     |  |
| 57:03                 |                                                        |               |                                                           |               |          |  |

## Reconocimientos

### Programas musicales
| Canción            | Programa               | Fecha                    | Ref   |
| ------------------ | ---------------------- | ------------------------ | ----- |
| «Love Like Oxygen» | M Countdown (Mnet)     | 18 de septiembre de 2008 | [ 3 ] |
| «Love Like Oxygen» | Inkigayo (SBS)         | 21 de septiembre de 2008 |       |
| «Love Like Oxygen» | Show! Music Core (MBC) | 23 de septiembre de 2008 |       |

### Premios y nominaciones
| Premio                  | Categoría                  | Resultados | Ref    |
| ----------------------- | -------------------------- | ---------- | ------ |
| 23rd Golden Disk Awards | Newcomer Album of the Year | Ganador    | [ 15 ] |